# Dayıkənd
Dayıkənd è un comune dell'Azerbaigian situato nel distretto di Salyan. Conta una popolazione di 1 279 abitanti.